# Like Ooh-Ahh
«Like OOH-AHH» (en hangul, 우아하게) es una canción grabada por el grupo de chicas surcoreanas Twice. Fue lanzada digitalmente el 20 de octubre de 2015 por JYP Entertainment, como sencillo promocional de su primer extended play (EP) The Story Begins.

## Antecedentes
El 7 de octubre de 2015, JYP Entertainment lanzó el sitio web oficial del grupo y anunció a través de SNS que el grupo debutaría con el miniálbum The Story Begins y la pista título «Like OOH-AHH». La pista se describe como una pista de baile 'color pop' con elementos de hip-hop, rock, y R&B. El equipo de composición incluía a Black Eyed Pilseung, conocido por componer lanzamientos exitosos, tales como «Only You» de miss A.
Teasers que ofrecen cada una de las miembros de su vídeo musical fueron puestos en libertad desde el 12 al 14 de octubre de 2015. El 20 de octubre, el vídeo musical de la canción se publicó en línea y a través de la Naver V App.

## Rendimiento gráfico
«Like OOH-AHH» vendió 62 910 copias digitales en su primera semana en 2015. Eso hizo alcanzar el número 15 en el Gaon Digital Chart. A finales de octubre, «Like OOH-AHH» fue número 46 en el chart digital mensual, con un total de 134 072 ventas digitales y 1 521 557 millones de streams. En enero de 2017, la canción llegó a 1 880 899 de descargas en Corea del Sur.
En MelOn, el sencillo consiguió más de 100 000 me gusta en 2016.

## Recepción e impacto
Al cabo de cinco meses después de su lanzamiento, el vídeo musical de «Like OOH-AHH» logró 50 millones de visitas y reemplazó a «Fire» de 2NE1 como el vídeo musical debut más visto de cualquier grupo de K-pop.
El 11 de noviembre de 2016, el vídeo musical alcanzó los 100 millones de vistas en Youtube en tan solo, haciendo de Twice el cuarto grupo de chicas de K-pop en alcanzar este hito, así como el primer vídeo musical debut en hacerlo.

## Posicionamiento
| Listas                                    | Posición |
| ----------------------------------------- | -------- |
| Corea del Sur (Gaon Weekly Single Chart)  | 1        |
| Corea del Sur (Gaon Monthly Single Chart) | 14       |

### Listas Fin de Año
| Listas Fin de Año                             | Posición |
| --------------------------------------------- | -------- |
| South Korea - 2016 (Gaon Yearly Single Chart) | 17       |
| Japan Hot 100 - 2016 (Billboard)              | 89       |

### Ventas
| Listas                           | Ventas     |
| -------------------------------- | ---------- |
| South Korean Gaon Download Chart | 1 880 899+ |

## Historial de lanzamiento
| Región        | Fecha                 | Formato          | Etiqueta                    |
| ------------- | --------------------- | ---------------- | --------------------------- |
| Corea del Sur | 20 de octubre de 2015 | Descarga digital | JYP Entertainment, KT Music |
| Global        | 20 de octubre de 2015 | Descarga digital | JYP Entertainment, KT Music |